# Arden-Hallerne
Arden-Hallerne er et dansk idrætscenter beliggende i Arden i Mariagerfjord Kommune. Der findes to idrætshaller, en svømmehal, fitnessfaciliteter et fodboldstadion samt flere fodboldbaner.
Arden-Hallerne er et moderne idrætsanlæg med aktiviteter for både store og små, grupper og individualister. Arden-Hallerne ejer også Arden Fitness, hvor der tilbydes en bred vifte af spændende sundhedstilbud. Som medlem af Arden Fitness får man fri svømning i offentlig åbningstid, holdtræning og fitnesscenter. Derudover har de også træning for seniorer med vores attraktive Aktiv Senior-medlemskab og træning for de helt unge med Aktiv Junior.
Mange af faciliteterne benyttes også af Idrætsforeningen Jarl Arden.

## Fodboldstadion
Arden Stadion har en tilskuerkapacitet på 5.000 (kun ståpladser) og er hjemmebane for fodboldklubben Idrætsforeningen Jarl Arden.

## Historie
Frivillige borgere fra Arden opførte i 1965 den første hal. Den blev fra 2005 til 2007 totalrenoveret, samtidig med at man opførte hal 2. Foyer, café og fitnesscenter blev også indviet i 2007.
Arden Svømmehal blev indviet i 1974, og havde indtil 2005 egen ledelse og bestyrelsen, hvor man lavede en sammenlægning af hallernes og svømmehallens bestyrelse og personale. Svømmehallen blev også totalrenoveret i 2007, og rummer i dag ét børnebassin, varmtvandsbassin og et stort bassin.